# Liste der Naturdenkmale in Ehrenberg (Rhön)
Die Liste der Naturdenkmale in Ehrenberg (Rhön) nennt die im Gebiet der Gemeinde Ehrenberg im Landkreis Fulda in Hessen gelegenen Naturdenkmale.
| Bild                          | Bezeichnung                                         | Ortsteil, Lage                                | Beschreibung | Art       | Nr.      |
| ----------------------------- | --------------------------------------------------- | --------------------------------------------- | ------------ | --------- | -------- |
| BW                            | Teich am Bornberg                                   | Reulbach 50° 31′ 2″ N, 9° 58′ 56,7″ O         |              |           | 6.31.160 |
| BW                            | Bergahornbäume auf der Oberländer Hute              | Seiferts 50° 31′ 13,6″ N, 10° 2′ 7,3″ O       |              | Bergahorn | 6.31.161 |
| BW                            | Birxgraben                                          | Seiferts 50° 31′ 27,7″ N, 10° 1′ 42,2″ O      |              |           | 6.31.162 |
| BW                            | Buche auf der Thaidener Hute                        | Thaiden 50° 32′ 33,2″ N, 10° 1′ 26,4″ O       |              | Buche     | 6.31.163 |
| BW                            | Eiche an den Rainwiesen                             | Thaiden 50° 32′ 34,8″ N, 10° 0′ 58″ O         |              | Eiche     | 6.31.164 |
| Fotos hochladen               | Basaltgeröllhalde „Schäferstand“ mit Hutewaldrelikt | Wüstensachsen 50° 28′ 52,5″ N, 9° 58′ 55,5″ O |              |           | 6.31.165 |
| mehr Fotos \| Fotos hochladen | Lindenallee bei den Ritterhöfen                     | Wüstensachsen 50° 29′ 16,3″ N, 10° 0′ 24,3″ O |              | Linde     | 6.31.166 |
| BW                            | Hutebuche auf der Grumbach                          | Wüstensachsen 50° 29′ 44,4″ N, 9° 58′ 42,4″ O |              | Buche     | 6.31.167 |
| Fotos hochladen               | Hutebuchen auf dem Lichteneller                     | Wüstensachsen 50° 30′ 40,8″ N, 9° 59′ 46,5″ O |              | Buche     | 6.31.168 |

## Belege
1. ↑  
Naturdenkmalliste. (pdf; 866 kB) Anhang zu TOP II.22 der Kreistagssitzung am 07.06.2010. Naturdenkmale im Landkreis Fulda. Der Kreisausschuss Landkreis Fulda, 26. Mai 2010, abgerufen am 24. Januar 2016.